# Search for Beauty
Search for Beauty (bra A Conquista da Beleza) é um filme estadunidense de 1934, do gênero comédia dramática, dirigido por Erle C. Kenton.

## Sinopse
Casal campeão olímpico (Buster Crabbe e Ida Lupino) tornam-se o ícone de uma revista de saúde, mas terão que enfrentar ex-presidiários que querem separá-los.

## Elenco
- Buster Crabbe como Don Jackson
- Ida Lupino como Barbara Hilton
- Robert Armstrong como Larry Williams
- James Gleason como Dan Healy
- Toby Wing como Sally Palmer
- Gertrude Michael como Jean Strange
- Bradley Page como Joe Garrett
- Frank McGlynn, Sr. como rev. Rankin
- Nora Cecil como srta. Pettigrew
- Virginia Hammond como sra. Archibald Henderson-James
- Eddie Gribbon como Adolph Knockler
- James B. 'Pop' Kenton como Guardião
- Ann Sheridan como candidata do Texas (não creditado)[3]